# استی‌سی
استِیسی (انگلیسی: STAYC; کره‌ای: 스테이씨) گروه دخترانهٔ اهل کره جنوبی تشکیل شده توسط 'های آپ انترتینمنت' است. این گروه متشکل از شش عضو است: سومین، شی‌اون، آیسا، سه‌اون، یون، و جِی. استیسی در ۱۲ نوامبر ۲۰۲۰ با انتشار نخستین آلبوم تک‌آهنگ خود به نام ستاره‌ای برای فرهنگ جوان فعالیت خود را آغاز کرد.

## اعضا
- سومین (کره‌ای: 수민) – لیدر[۲]
- شی‌اون (کره‌ای: 시은)
- آیسا (کره‌ای: 아이사)
- سه‌اون (کره‌ای: 세은)
- یون (کره‌ای: 윤)
- جِی (کره‌ای: 재이)

## ترانه‌شناسی

### آلبوم‌های چندآهنگه
| عنوان         | جزئیات                                                                      | بالاترین موقعیت جدول | بالاترین موقعیت جدول | فروش                               |
| عنوان         | جزئیات                                                                      | کره جنوبی            | ژاپن                 | فروش                               |
| ------------- | --------------------------------------------------------------------------- | -------------------- | -------------------- | ---------------------------------- |
| کلیشه         | - انتشار: ۶ سپتامبر ۲۰۲۱ - ناشر:های آپ - قالب: سی‌دی، دانلود دیجیتال، استریم | ۲                    | ۲۵                   | - KOR: 187,149 - JPN: 2,078 (Phy.) |
| Young-Luv.com | - انتشار: ۲۱ فوریه ۲۰۲۲ - ناشر:های آپ - قالب: سی‌دی، دانلود دیجیتال، استریم  | ۱                    | ۴۴                   | - KOR: 240,099 - JPN: 1,002 (Phy.) |